# John Paulsen
John Olaf Paulsen, född 15 februari 1851, död 24 mars 1924, var en norsk författare, känd bland annat för dikter, prosa och biografiska skildringar. 

## Biografi
John Paulsen växte upp i Bergen som son till en skeppare, Ole Stadt Paulsen och hustrun Gurine Andersen. Intresset för litteratur och konst väcktes genom en lärare i Bergen och en katolsk präst, men han var besluten att satsa på handelsutbildning. Den unge Paulsen blev nödd att arbeta mycket för uppehället av ekonomiska skäl. Han arbetade på konsulat i 5 år, parallellt med komplettering av studierna, och lärde sig flera europeiska språk.
Paulsen fick skriva dikter och novellföljetonger för större tidningar, varav tre utgavs som samling i bokform 1874. Följande år publicerades hans första bok och 1876 den första diktsamlingen. Paulson blev bekant med Edvard Grieg som han reste tillsammans med genom Europa för dennes föreställningar. Därigenom träffade han även Henrik Ibsen, som tog sig an Paulsen som omtyckt protegé. Ibsen gav Paulsen motivation till vidare författarstudier och han erhöll ett ansenligt statligt stipendium (1400 kr). Paulsen levde i Ibsens gemenskap i många år, tills utgivningen 1882 av Familien Pehrsen orsakade mycket skarp konflikt dem emellan, då den påstods utmåla Ibsen i ofördelaktig dager. Ibsen kallade honom kort och koncist "skurk". Från den tiden levde Paulsen kringflackade mellan europeiska huvudstäder och besökte platser av litterärt intresse och umgicks med kulturpersonligheter, inte minst kvinnor. En resa till Italien skedde med Camilla Collett som han skrev flera böcker om. Han förblev dock ogift. Efter Henrik Ibsens död 1906 hade Paulsen åter viss kontakt med dennes efterlevande och kunde nedteckna ytterligare historiska uppgifter om Ibsen, vilket publicerades under de följande åren och delvis postumt. John Paulsen var produktiv till omkring 1916 och dog i Köpenhamn 1924.
Paulsen var en produktiv författare, respekterad i sin samtid, men även kritiserad av författare som Kielland, för att ägna sig åt småsaker i andra människors leverne. I dag är han främst känd för sina minnesskrifter om kända kulturpersonligheter, speciellt sina nära skildringar av Henrik Ibsen, Edvard Grieg och Camilla Collett, men också om möten med Jonas Lie, Bjørnstjerne Bjørnson och Alexander Kielland med flera, som han också kom i personlig kontakt med. Andra kända verk är reseskildringar och teaterpjäser. Paulsen gav ut verk både på bokmål och på danska, men skillnaden däremellan var liten före 1907, betydligt mindre än idag.
Grieg har tonsatt åtskilliga av Paulsens dikter, men även andra tonsättare har använt hans verk, såsom dikten Når fjordene blåner.
Några av Paulsens verk har översatts till andra språk, framför allt till tyska.